# Максименко, Владимир Евгеньевич
Влади́мир Евге́ньевич Максиме́нко (14 сентября 1939 — 28 ноября 2014) — российский учёный, доктор исторических наук, профессор кафедры археологии и истории древнего мира Института истории и международных отношений Южного федерального университета. Один из ведущих сарматологов России.

## Биография
Окончил исторический факультет Ростовского государственного университета (1965). Работал там же с 1962 г. — лаборант, ассистент, преподаватель, доцент, с 1992 профессор. В 1986—1991 декан исторического факультета.
С 1986 по 2011 г. заведующий кафедрой истории древнего мира и средних веков. С 2011 профессор-консультант кафедры археологии и истории древнего мира.
Кандидат исторических наук (1974), тема диссертации «Кочевое население Нижнего Дона в VII—III вв. до н. э.».
Доктор исторических наук (1991). Тема диссертации — «Савроматы и сарматы на Нижнем Дону. Археология и проблемы этнической истории».
Почётный работник высшего профессионального образования Российской Федерации.
Основные публикации:
- История Дона. Ростов н/Д, 1973 (в соавт.);
- Савроматы и сарматы на Нижнем Дону. Ростов н/Д, 1983.
- Сарматы на Дону. Донские древности. Вып. 5. Азов, 1998.